# Richard Paul Russo
Richard Paul Russo (San Jose, 1954) è uno scrittore statunitense di romanzi di fantascienza, due volte vincitore del Premio Philip K. Dick.
Nato in California, frequentò il Clarion Workshop nel 1983. Il suo primo racconto, Firebird Suite, è apparso sulla rivista Amazing Stories nel 1981 e il suo primo romanzo, Inner Eclipse, fu pubblicato nel 1988. Il suo secondo romanzo, Subterranean Gallery, ha vinto il Premio Philip K. Dick 1989. Ha vinto nuovamente lo stesso premio nel 2001 per L'astronave dei dannati (Ship of Fools). Subterranean Gallery è stato anche finalista del Premio Arthur C. Clarke. Nel 2006 vive a Seattle con la moglie Candace.

## Opere

### Serie di Frank Carlucci
- Angelo meccanico (Destroying Angel, 1992); Urania N° 1351 del 26/12/1998, Mondadori
- Cyberblues - La missione di Carlucci (Carlucci's Edge, 1995); Urania N° 1378 del 7/11/1999, Mondadori
- Frank Carlucci Investigatore (Carlucci's Heart, 1997); Urania N° 1398 BIS dell'8/10/2000, Mondadori

### Altri romanzi
- Inner Eclipse (1988)
- Subterranean Gallery (1989)
- L'astronave dei dannati (Ship of Fools, 2001); Urania N° 1451 del 20/10/2002, Mondadori
- The Rosetta Codex (2005)

### Antologie
- Terminal Visions (2000)